# Anton Schöpfleuthner

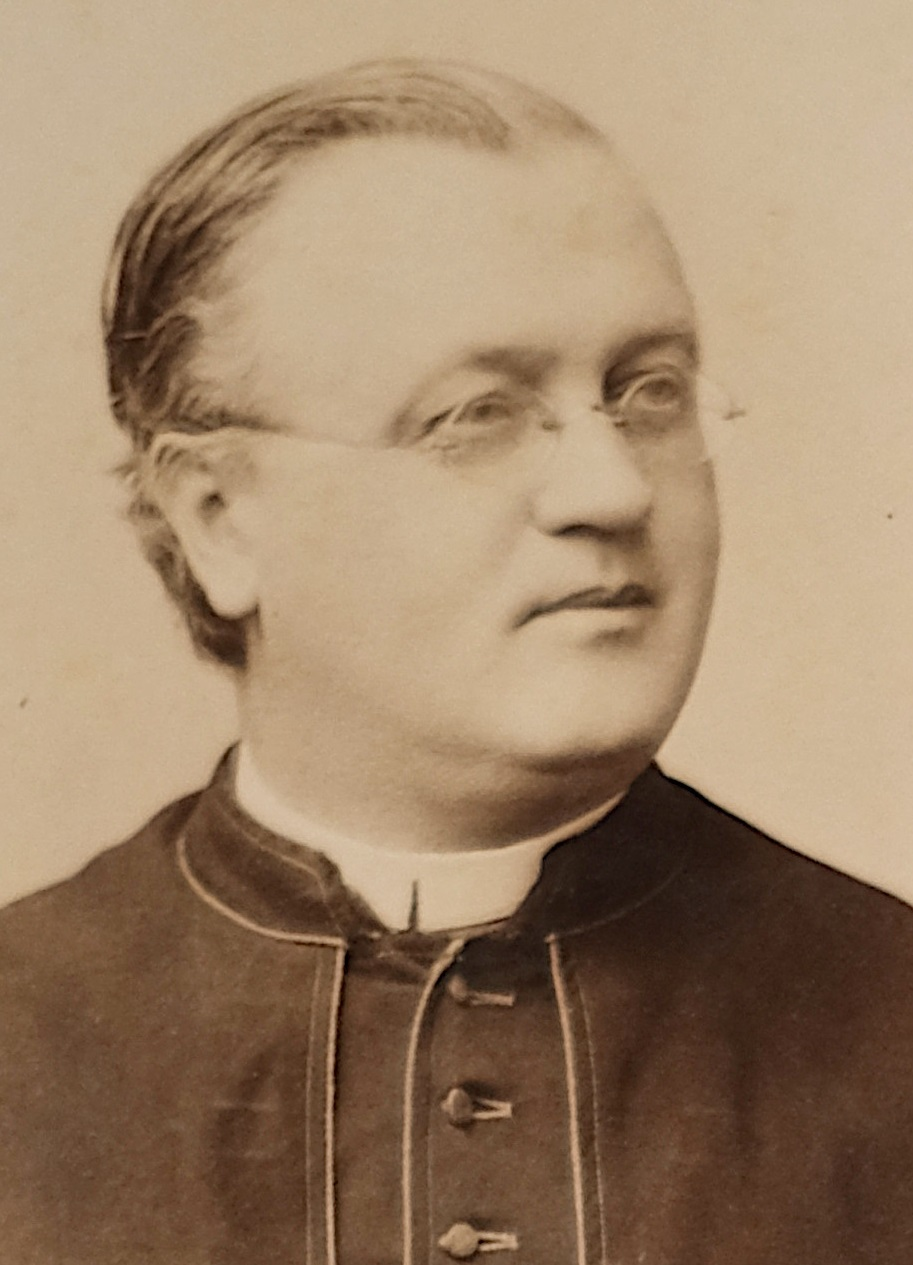
Anton Schöpfleuthner (ca. 1880)

Anton Schöpfleuthner (* 5. April 1845 in Markthof; † 19. Juni 1921 in Wien) war ein österreichischer römisch-katholischer Priester, Mitglied des Domkapitels des Wiener Stephansdoms, Vereinsfunktionär sowie Mitglied des Wiener Gemeinderats.

## Leben und Wirken
Anton Schöpfleuthner wurde in Markthof, Niederösterreich, als Sohn von Anna (geb. Richter) und Johann Baptist Schöpfleuthner, einem Oberlehrer, geboren. Er besuchte das erzbischöfliche Knabenseminar des Piaristengymnasiums in Wien und studierte zwischen 1864 und 1868 Theologie in Wien, wo er auch zu dieser Zeit zum Priester geweiht wurde.
Nach seiner Priesterweihe war er als Kaplan in Sitzendorf an der Schmida tätig, wo er auch später zum Ehrenbürger ernannt wurde. Ab 1874 war er Priester in der neu errichteten Pfarre St. Othmar im 3. Wiener Gemeindebezirk Landstraße, wo er bis 1881 durch seine volksnahe Seelsorgetätigkeit auffiel.
Sein weiteres Wirken war geprägt durch sein Engagement in der Gründung, Aufbau und Unterstützung von katholischen Hilfsvereinen im Zuge des aufblühenden und vielfältigen katholischen Vereinswesens ab Mitte des 19. Jahrhunderts. 1877 begründete er den Katholischen Waisenhilfs-Verein, aus dem u. a. die karitative Stiftung Norbertinum (1880), ein später von den Schulbrüdern betriebenes Waisenhaus in Tullnerbach-Pressbaum, hervorging.
Von 1881 bis 1897 war Schöpfleuthner Kirchendirektor und Spiritual der Ursulinen, wo er nach dem Wiener Katholikentag 1889 für die Gründung der missionarisch tätigen Jugendorganisation Apostolat der christlichen Tochter verantwortlich war. Aus diesem Apostolat ist der Verein der christlichen Lehrerinnen sowie das St. Angela-Blatt hervorgegangen. Den Großteil der Artikel schrieb Schöpfleuthner selbst und baute es unter großen finanziellen Eigenopfern zu einer katholischen Mädchenzeitung aus. Im Jahr 1894 gründete Gräfin Melanie Zichy-Metternich den Verein Werk des hl. Philipp Neri. Patronagen für katholische Arbeiterinnen, Dienstboten, Verkäuferinnen und Kinder zum Schutz für die weibliche Jugend, dessen Direktor Schöpfleuthner und Vize-Direktor Heinrich Giese, ein Theologe mit ähnlichem Interesse und Engagement in der Wohlfahrtspflege und Fürsorge, war. Dieser, wie auch viele andere Hilfsvereine, für die sich Schöpfleuthner und Giese einsetzten und verantwortlich waren, war Mitglied in der Centralstelle der katholischen Vereine für freiwillige Armenpflege, aus welcher der Katholische Wohltätigkeitsverband für Niederösterreich und danach 1921 die Caritas der Erzdiözese Wien hervorgingen. Zeitgleich war er auch im Bonifatius-Verein tätig, der sich um die Ausrichtung von sogenannten Notgottesdiensten in den rasch anwachsenden Wiener Pfarren bemühte, und er stand auch an der Spitze des Allgemeinen Wiener Kirchenbauvereins.
Aufgrund dieser vielseitigen Vereinstätigkeiten wurde er am 12. September 1897 von Kardinal Anton Josef Gruscha in das Domkapitel zu St. Stephan aufgenommen und mit dem Referat für das katholische Vereinswesen betraut. Ab 1899 war er Stadtdechant für den 3. bis 10. Wiener Gemeindebezirk, von 1911 bis 1918 für den 1. bis 3. Wiener Gemeindebezirk. Ab 1911 wurde er Superior der Ursulinen und 1912 zum päpstlichen Hausprälat ernannt. Von 1913 bis 1918 war Schöpfleuthner Erzdechant für die Pfarren jenseits der Donau und ab 1917 Domscholaster von St. Stephan.
Schöpfleuthner war zwischen 1900 und 1906 als Mitglied des Wiener Gemeinderats auch politisch aktiv und ergriff dort v. a. in kirchlichen Belangen das Wort.

## Ehrungen und Auszeichnungen
- Ehrenkreuz Pro Ecclesia et Pontifice[4]